# Клинтон (округ, Пенсильвания)
Округ Клинтон (англ. Clinton County) располагается в штате Пенсильвания, США. Официально образован 21 июня 1839 года. По состоянию на 2010 год, численность населения составляла 39 238 человека.

## География
По данным Бюро переписи США, общая площадь округа равняется 2325,822 км2, из которых 2307,692 км2 суша и 7,000 км2 или 0,810 % это водоемы.

## Население
По данным переписи населения 2000 года в округе проживает 37 914 жителей в составе 14 773 домашних хозяйств и 9 927 семей. Плотность населения составляет 16,00 человек на км2. На территории округа насчитывается 18 166 жилых строений, при плотности застройки около 8,00-ти строений на км2. Расовый состав населения: белые — 98,29 %, афроамериканцы — 0,52 %, коренные американцы (индейцы) — 0,11 %, азиаты — 0,40 %, гавайцы — 0,02 %, представители других рас — 0,15 %, представители двух или более рас — 0,52 %. Испаноязычные составляли 0,54 % населения независимо от расы.
В составе 27,70 % из общего числа домашних хозяйств проживают дети в возрасте до 18 лет, 54,00 % домашних хозяйств представляют собой супружеские пары проживающие вместе, 9,40 % домашних хозяйств представляют собой одиноких женщин без супруга, 32,80 % домашних хозяйств не имеют отношения к семьям, 26,60 % домашних хозяйств состоят из одного человека, 13,60 % домашних хозяйств состоят из престарелых (65 лет и старше), проживающих в одиночестве. Средний размер домашнего хозяйства составляет 2,42 человека, и средний размер семьи 2,90 человека.
Возрастной состав округа: 21,50 % моложе 18 лет, 13,60 % от 18 до 24, 25,50 % от 25 до 44, 22,70 % от 45 до 64 и 22,70 % от 65 и старше. Средний возраст жителя округа 38 лет. На каждые 100 женщин приходится 94,20 мужчин. На каждые 100 женщин старше 18 лет приходится 91,20 мужчин.